# Lagarde-Enval
Lagarde-Enval is een plaats en voormalige gemeente in het Franse departement Corrèze (regio Nouvelle-Aquitaine) en telt 748 inwoners (1999). De plaats maakt deel uit van het arrondissement Tulle. Lagarde-Enval is op 1 januari 2019 gefuseerd met de gemeente Marc-la-Tour tot de gemeente Lagarde-Marc-la-Tour. 

## Geografie
De oppervlakte van Lagarde-Enval bedraagt 21,3 km², de bevolkingsdichtheid is 35,1 inwoners per km².
De onderstaande kaart toont de ligging van Lagarde-Enval met de belangrijkste infrastructuur en aangrenzende gemeenten.

## Demografie
Onderstaande figuur toont het verloop van het inwonertal (bron: INSEE-tellingen).